# Stigmella acrochaetia
Espèce
Stigmella acrochaetia est une espèce de lépidoptères (papillons) de la famille des Nepticulidae, de la sous-famille des Nepticulinae. Elle est endémique du Japon et ne se rencontre qu'à Hokkaidō.